# Cesta (gmina Ajdovščina)
Cesta (wł. Strada) – miejscowość w Słowenii w gminie Ajdovščina. Znajduje się 3 km od miasta Ajdovščina.